# 官墩站
官墩站位于福建省南平市邵武市大竹镇，车站作为会让站建于1980年，以增加鹰厦线的运输能力。距鹰潭站177公里，距厦门站517公里。现为四等站。客运办理旅客乘降、行李包裹托运，货运办理整车货物发到。